# Святилище Афродиты Пафии
Святилище Афродиты Пафии располагалось в древнегреческом городе Пафос на Кипре и было посвящено богине любви Афродите. Находясь там, где согласно мифу произошло рождение Афродиты, оно приобрело славу главного святилища Афродиты и служило местом паломничества в древнем мире в течение многих веков. 

## История
Пафос считался священным местом у древних греков, которые верили в то, что это был тем местом, где Афродита вышла на берег после своего рождения из моря. Согласно Павсанию (I, 14), ее поклонение было привнесено в Пафос из Ассирии, а из Пафоса в Киферу, в Грецию.
Культ, вероятно, имел финикийское происхождение. Археологи установили, что киприоты почитали богиню плодородия до прихода греков и развили культ, который объединил эгейский и восточный мир. До того, как это было доказано археологией, считалось, что культ Афродиты развился ещё до Гомера (около 700 г. до н. э.), поскольку роща и алтарь Афродиты в Пафосе упоминаются в "Одиссее" (VIII, 362).
Женские статуэтки и амулеты, найденные в непосредственной близости от святилища, датируются началом III тысячелетия до нашей эры. Теменос (участок земли, выделенный из общего пользования и посвящённый богу, святилище, священная роща или священный участок) был хорошо известен до того, как на нём были возведены первые сооружения в позднем бронзовом веке.
Святилище было закрыто во время гонений на язычников в поздней Римской Империи в IV веке, к тому времени функционировавшее в течение тысяч лет, начиная с позднего бронзового века

### Культовая деятельность
Святилище Афродиты Пафии служило центром поклонения богине любви не только для Кипра, но и для всего Эгейского мира.
Кинирады, или потомки Кинира, имевшие финикийское происхождение, но носившие греческие по имени, были первосвященниками. Их могущество и власть были очень велики, но согласно некоторым надписям можно сделать вывод, что они управлялись сенатом и народным собранием. В святилище был и оракул.

### Архитектура
Святилище изображено на многих римских монетах периода Римской Империи времён правления императора Веспасиана, а также на более ранних и поздних, и особенно в стиле Септимия Севера.
Святилище было разрушено землетрясением, а затем восстановлено при Веспасиане.

### Археология
Остатки огромного святилища Афродиты все ещё различимы, его окружность отмечена огромными фундаментными стенами.
Густав Фридрих фон Хетч, архитектор из Копенгагена, попытался восстановить здание по описаниям монет, а также по археологическим остаткам.

### Упоминания у современников
Святилище часто упоминается античными авторами.
«Гомеровские гимны», написанные между VII-IV веками до н. э. и приписываемые Гомеру в древности, упоминают святилище:
Быстро примчавшись на Кипр, низошла она в храм свой душистый

В Пафосе: есть у нее там алтарь благовонный и роща.
Страбон писал:
Далее идут Трета, Боосура и Палепаф; последний приблизительно в 10 стадиях над морем с корабельной стоянкой и древним святилищем Афродиты Пафии. Затем следуют мыс Зефирия с корабельной стоянкой и другая Арсиноя, также с корабельной стоянкой, со святилищем и священным участком. Неподалеку от моря находится Гиерокепида. Далее идёт Пафос, основанный Агапенором, с гаванью и прекрасно построенными святилищами. Город находится на расстоянии 60 стадий пути по суше от Палепафа; на этой дороге мужчины и женщины из других городов ежегодно сходятся на торжественные процессии к Палепафу; некоторые считают от Пафоса до Александрии 3600 стадий. После Пафоса следует Акамант. После Акаманта на восток идёт морской путь к городу Арсиное и к священному участку Зевса. Далее идёт город Солы с гаванью, рекой и святилищем Афродиты и Исиды.
Павсаний также описывал святилище:
Когда Илион был взят и когда эллины плыли домой, то поднявшейся бурей Агапенор и корабли аркадян были занесены на Кипр; там Агапенор сделался строителем города Пафоса и воздвиг храм Афродиты в Палай Пафосе (в Старом Пафосе); до тех пор богиня принимала поклонение от жителей Кипра в местечке, называемом Голги.
Публий Корнелий Тацит описал алтарь и аниконический чёрный камень, которым поклонялись в святилище, как подобию Венеры:
Обливать жертвенники кровью запрещается, лишь молитвы и чистое пламя возносятся с алтарей, и, хотя они находятся под открытым небом, не было ещё случая, чтобы дождь залил огонь. Идол богини не имеет человеческого облика, а напоминает мету на ристалищах — круглый внизу и постепенно сужающийся кверху. Почему он такой — неизвестно.